# IC 1295
IC 1295 ist ein planetarischer Nebel im Sternbild Schild. Er ist etwa 5.000 Lichtjahre entfernt.
Die Aufnahme des VLT zeigt, dass der Sternüberrest von mehreren Hüllen umgeben ist. Diese Blasen bestehen aus Gas, das ursprünglich die Atmosphäre des Sterns bildete und durch unregelmäßigem Sternwind in den umliegenden Raum geblasen wird.
Die Gasblasen werden von der starken ultravioletten Strahlung des zentralen Sterns (man kann ihn als hellen blau-weißen Punkt in der Mitte des Nebels erkennen) angeregt und dadurch zum Leuchten gebracht. Verschiedene chemische Elemente strahlen in unterschiedlichen Farben; der grüne Farbton in IC 1295, stammt von ionisiertem Sauerstoff.
Der planetarische Nebel IC 1295 wurde am 28. August 1867 von dem amerikanischen Astronomen Truman Henry Safford entdeckt.